# Lasha Malaguradze
Pas d'image ? Cliquez ici

a Compétitions nationales et continentales officielles uniquement.

b Matchs officiels uniquement.
Dernière mise à jour le 29 juin 2024.
Lasha Malaguradze (en géorgien : ლაშა მალაღურაძე et phonétiquement en français : Lacha Malagouradzé), né le 2 janvier 1986 à Tbilissi (Géorgie), est un joueur international géorgien de rugby à XV qui joue principalement au poste de demi d'ouverture.

## Carrière

### En sélection
Il obtient sa première sélection le 2 février 2008 lors du championnat européen des nations contre le Portugal.

## Palmarès

### En club
- Champion de France de Fédérale 1 avec l'AS Béziers Hérault

### En sélection
- 90 sélections depuis 2008.
- 183 points (5 essais, 37 transformations, 25 pénalités et 3 drops).

En championnat européen des nations :
- Vainqueur en championnat européen des nations 2008-2010, championnat européen des nations 2010-2012 et championnat européen des nations 2012-2014.

En coupe du monde :
- 2011 : 1 match (Argentine).

Au Seven's Grand Prix Series :
- Seven's Grand Prix Series 2014 : 6 matchs.